# Plestiodon dugesii
Plestiodon dugesii là một loài thằn lằn trong họ Scincidae. Loài này được Thominot mô tả khoa học đầu tiên năm 1883.